# Organització Socialista d'Alliberament Nacional
Organització Socialista d'Alliberament Nacional, més coneguda com a OSAN, fou una organització política socialista i independentista catalana, escindida de l'Esquerra Catalana dels Treballadors (ECT), sorgida a Perpinyà el 1977 i dirigida per Pere Iu Baron. Es posà en contacte amb el PSAN-Provisional, amb el qual s'unificà en el Congrés de Rià (Conflent) del 1979 i donà origen a Independentistes dels Països Catalans (IPC). Publicava la revista La Nova Falç a la qual contribuí, entre molts altres, l'activista i periodista nord-català Teo Vidal.
L'any 2000, Endavant-Organització Socialista d'Alliberament Nacional, va recuperar aquest nom.